# 語彙項目
語彙項目（ごいこうもく、英：lexical item）とは生成文法の用語の一つであり、概略単語を指す。各語彙項目は、語彙記載項（lexical entry）の集合と語形成規則（word formation rule）などの規則の束から成る語彙目録（lexicon）によって、音韻・統語・意味などの情報が規定されている。
| サブスタブ | この項目は、まだ閲覧者の調べものの参照としては役立たない、書きかけの項目です。この項目を加筆・訂正などしてくださる協力者を求めています。このテンプレートは分野別のサブスタブテンプレートやスタブテンプレート（Wikipedia:分野別のスタブテンプレート参照）に変更することが望まれています。 |